# Silbomyia fuscipennis
Silbomyia fuscipennis är en tvåvingeart som först beskrevs av Fabricius 1805.  Silbomyia fuscipennis ingår i släktet Silbomyia och familjen spyflugor. Inga underarter finns listade i Catalogue of Life.